# Köcsk
Köcsk è un comune dell'Ungheria di 306 abitanti (dati 2001). È situato nella contea di Vas.